# Bernhard al III-lea, Duce de Saxa-Meiningen
Bernhard al III-lea Frederick Wilhelm Albrecht Georg, Duce de Saxa-Meiningen (1 aprilie 1851 – 16 ianuarie 1928), a fost ultimul duce care a condus ducatul de Saxa-Meiningen.
A fost cel mai mare fiu al lui Georg al II-lea, Duce de Saxa-Meiningen și a primei lui soții, Charlotte Frederica a Prusiei. A mai avut o soră, Prințesa Maria Elisabeta și doi frați vitregi din a doua căsătorie a tatălui său.

## Domnie
Bernhard i-a succedat tatălui său după decesul acestuia în 1914. Scurta sa domnie a fost afectată de Primul Război Mondial. Când Germani a pierdut războiul, toți prinții germani și-au pierdut titlurile și statele. Bernhard a fost forțat să abdice ca duce la 10 noiembrie 1918 și și-a petrecut restul vieții în fosta sa țară ca cetățean privat.

## Căsătorie
S-a căsătorit la Berlin la 18 februarie 1878 cu Prințesa Charlotte a Prusiei, fiica lui Frederic al III-lea al Germaniei și nepoată a reginei Victoria a Regatului Unit. Au avut o fiică:
- Prințesa Feodora Victoria Auguste Marie Marianne (12 mai 1879 - 26 august 1945); s-a căsătorit la 24 septembrie 1898 cu Heinrich XXX de Reuss-Köstritz.